# 李美兰
李美兰（1964年—），朝鲜咸鏡北道人，朝鲜族，中华人民共和国政治人物、第十一届全国人民代表大会黑龙江地区代表。
毕业于美国麦考密神学院牧会学。担任哈尔滨市基督教两会副主席、副会长。2008年起担任全国人大代表。